# 莫伊塔 (阿纳迪亚)
莫伊塔是葡萄牙阿威罗区的一个堂区。总面积33.99平方公里，总人口2733人，人口密度80.4人/平方公里。